# 프리츠 크라이슬러
프리츠 크라이슬러(Fritz Kreisler, 1875년 2월 2일 ~ 1962년 1월 29일)는 미국의 바이올린 연주자이자 낭만주의 작곡가이다. 오스트리아 빈에서 출생하였으며, 처음에는 오스트리아 시민권을 포기하고 프랑스 시민권을 취득하였으나 그 후 프랑스 시민권을 포기하고 미국 시민권을 취득하여 미국에 정착하였다. 귀화하기 전에는 제1차 세계 대전 때 오스트리아-헝가리 제국 육군 장교로 참전하여 부상을 입기도 하였다(1917년 오스트리아-헝가리 제국 육군 소령 전역). 그리하여 연주해서 모은 돈을 상이 군인을 위한 치료비로 내놓기도 하였다. 그의 작품은 감미로운 음색과 기품 있는 표현으로 모든 사람들의 사랑을 받고 있다. 작품으로 《사랑의 기쁨(Liebesfreud)》, 《사랑의 슬픔(Liebesleid)》, 《빈 기상곡》 등이 있으며, 그 밖에 오페레타·현악 4중주곡·바이올린 소품 등이 있다. 과르네리 델 제수 바이올린을 사용했다.